# Catherine Falgayrac
 (décembre 2008).
Si vous disposez d'ouvrages ou d'articles de référence ou si vous connaissez des sites web de qualité traitant du thème abordé ici, merci de compléter l'article en donnant les références utiles à sa vérifiabilité et en les liant à la section « Notes et références ».
Pour les articles homonymes, voir Falgayrac.
Catherine Falgayrac est née le 28 janvier 1962 à Paris. 

## Biographie
Animatrice de télévision entre 1988 et 2007 elle présente d'abord sur la Cinq Les Accords du Diable sous le pseudonyme de Sangria. Puis sur cette même chaîne, elle présente avec Francis Cadot "Le Club du Télé-Achat", diffusé après le journal de minuit pile, toujours sur La Cinq.
À partir de 1992 et jusqu'en 1994, elle présente la météo sur France 3. En 1994, elle rejoint Téléshopping sur TF1, qu'elle anime avec Laurent Cabrol jusqu'en décembre 2006. Elle quitte le Téléshopping et TF1 le 30 décembre 2006.
Depuis 2007, elle se produit comme chanteuse, artiste-interprète. Elle enregistre l'album À fleur de mots chez Warner 2010. 

### Vie privée
En 2003, elle a épousé Nonce Paolini, président-directeur général de TF1 de 2008 à 2016. En  2011, elle devient meneuse de jeu sur Europe 1.

## Filmographie
Elle est aussi comédienne et apparaît dans plusieurs séries de télévision

### Télévision

#### Présentatrice
- 1992-1994 : météo sur France 3
- 1994 : Téléshopping sur TF1

#### Actrice
- 1989 : Cinéma 16
- 1989 : Steffie ou la vie à mi-temps
- 2007 : L'Hôpital[4]
- 2007 : Rêves derrière un rideau de cristal[5]

### Cinéma
- 1987 : Les deux crocodiles
- 2015 : Joy[6]

## Discographie

### Albums
- 2010 : A fleur de mots